# Josef Bursik
Josef John Bursik is een Engelse profvoetballer die speelt als doelman voor Club Brugge.

## Clubcarrière

### Stoke City
Bursik begon zijn carrière bij de jeugdopleiding van AFC Wimbledon. Tot hij op 1 juli 2017 naar Stoke City FC ging. Daar werd hij meerdere keren uitgeleend aan verschillende ploegen, zoals Hednesford Town FC en AFC Telford United. Op 2 augustus 2019 werd hij uitgeleend aan Accrington Stanley FC die speelt in de EFL League One. Daar maakte hij zijn debuut op 29 oktober 2019 in de EFL Trophy. Hij maakte zijn competitiedebuut een tijd later op 14 december 2019 tegen Portsmouth FC.
In augustus 2020 werd Bursik uitgeleend aan Doncaster Rovers voor het seizoen 2020-2021. Na 11 wedstrijden voor Doncaster te hebben gespeeld, werd hij op 19 november 2020 door Stoke teruggeroepen naar aanleiding van blessures van de 1ste en 2de keepers Adam Davies en Angus Gunn. Bursik maakte zijn Stoke-debuut op 21 november 2020 in een overwinning tegen Huddersfield Town. Bursik speelde van november 2020 tot januari 2021 in totaal16 wedstrijden voor Stoke en hield zeven keer de nul. Bursik speelde een korte periode later dat jaar voor Peterborough United FC en Lincoln City FC. 
Het seizoen 2021-2022 begon hij als eerste keeper voor Stoke FC tot hij een spierblessure kreeg bij een wedstrijd voor -21 elftal van Engeland.

### Club Brugge
Op 14 januari 2023 tekende Bursik voor een onbekende transfersom een contract bij Club Brugge.

## Internationale carrière
Bursik was eerste doelman bij het team van Engeland Onder-17 dat verloor van Spanje na een penalty in de finale van het UEFA EK Onder-17 kampioenschap 2017 .  Hij maakte ook deel uit van de selectie die in 2017 de FIFA U-17 World Cup won.

## Erelijst
| Belgisch kampioen | 1x | 2023/24 |

## Privéleven
Bursik is vernoemd naar zijn grootvader Josef Buršík, een Tsjechische oorlogsheld.
2 Romero ·
4 Ordóñez ·
8 Tzolis ·
9 Jutglà ·
10 Vetlesen ·
14 Meijer ·
15 Onyedika ·
16 Van den Heuvel ·
17 Vermant ·
19 Nilsson ·
20 Vanaken  · 
21 Skóraś ·
22 Mignolet ·
24 Osuji ·
27 Nielsen ·
29 Jackers ·
30 Jashari ·
41 Siquet ·
44 Mechele ·
55 De Cuyper ·
58 Spileers ·
64 Sabbe ·
65 Seys ·
66 Yameogo ·
67 Et Taïbi ·
68 Talbi ·
71 De Corte ·
84 Campbell ·
87 Furo ·
Coach: Hayen
Assistent-coach: Jonckheere